# 384 Burdigala
384 Burdigala је астероид главног астероидног појаса са пречником од приближно 36,93 km.
Афел астероида је на удаљености од 3,041 астрономских јединица (АЈ) од Сунца, а перихел на 2,261 АЈ.
Ексцентрицитет орбите износи 0,147, инклинација (нагиб) орбите у односу на раван еклиптике 5,590 степени, а орбитални период износи 1576,783 дана (4,316 године).
Апсолутна магнитуда астероида је 9,64 а геометријски албедо 0,180.
Астероид је откривен 11. фебруара 1894. године.